# Europaratsresolution 1481 (2006) zur Notwendigkeit der internationalen Verurteilung von Verbrechen totalitärer kommunistischer Regime
Die Resolution zur Notwendigkeit der internationalen Verurteilung von Verbrechen totalitärer kommunistischer Regime (engl. Resolution 1481 (2006) Need for international condemnation of crimes of totalitarian communist regimes) wurde am 25. Januar 2006 in Straßburg von der parlamentarischen Versammlung des Europarats (PACE) verabschiedet.

## Inhalt und Ziel
Die Bundesbeauftragte für Stasi-Unterlagen (BStU) veröffentlichte unter der Überschrift „Parlamentarische Versammlung des Europarates verurteilt massive Verletzungen der Menschenrechte durch totalitäre kommunistische Regime“ die Presseerklärung des Europarats vom 25. Januar 2006 (Resolution 1481):
„(Die)...Parlamentarische Versammlung des Europarates verurteilte heute massive Verletzungen der Menschenrechte durch totalitäre kommunistische Regime und bekundete Sympathie, Verständnis und Anerkennung für die Opfer dieser Verbrechen. Die Versammlung, die Parlamentarier aus 46 Europäischen Ländern vereinigt, brachte in einer Resolution zum Ausdruck, dass diese Gewalttaten individuelle und kollektive Morde und Hinrichtungen einschlossen, sowie den Tod in Konzentrationslagern, Hunger, Deportationen, Folter, Sklavenarbeit und andere Formen massiven physischen Terrors.“
Sie wendet sich an alle kommunistischen oder post-kommunistischen Parteien in den Mitgliedsstaaten des Europarates, „die es bisher noch nicht getan haben, die Geschichte des Kommunismus und ihrer eigenen Vergangenheit neu zu bewerten, sich klar zu distanzieren von den Verbrechen der totalitären kommunistischen Regime und sie eindeutig zu verurteilen.“ Zusätzlich wird außerdem das Ministerkomitee des Europarates aufgefordert, Informationen und Gesetzgebungen hinsichtlich der Menschenrechte unter den verschiedenen kommunistischen Regimen zu sammeln und zu bewerten.
Der Europarat, der vor allem auf dem Gebiet der Wahrung der Menschenrechte und der Sicherung demokratischer und rechtsstaatlicher Grundprinzipien tätig ist, betonte, dass diese Resolution auch praktisch angewendet werden soll.

## Vorgeschichte
Die Resolution wurde durch den Bericht über „die Notwendigkeit für internationale Verurteilung der Verbrechen von totalitären kommunistischen Regimen“ veranlasst. Der Bericht wurde von Göran Lindblad, einem Mitglied der schwedischen parlamentarischen Delegation des Europarates, verfasst.
Der Bericht, der sich u. a. auf Das Schwarzbuch des Kommunismus stützt, verzeichnet Verbrechen, die von kommunistischen Regimen begangen wurden. Laut dem Bericht wurden alle kommunistischen Experimente in der Vergangenheit durch massive Menschenrechtsverletzungen charakterisiert.
Ein Memorandum zum Resolutionsentwurf nannte weltweit etwa 95 Millionen Menschen als Opfer totalitärer kommunistischer Regime.

## Abstimmung
153 Mitglieder der parlamentarischen Versammlung (von 317) nahmen an der Sitzung teil und stimmten ab.
99 Mitglieder stimmten für die Resolution.
42 Mitglieder stimmten gegen die Resolution.
12 Mitglieder enthielten sich der Stimme.